# Ina Deter
Ina Deter, pseudonimo di Ingrid Deter (Berlino, 14 gennaio 1947), è una cantante tedesca, di genere prevalentemente pop, con qualche incursione nel rock.
Negli anni ottanta ha aderito alla NDW.

## Biografia
Dopo aver completato gli studi superiori, Ina Deter ha lavorato come grafica. Ma il suo debutto musicale è datato già nel 1974, con la pubblicazione di un singolo incentrato su un aborto volontario. Il primo album, uscito nel 1976, ha fatto di Ina Deter una cantante a tempo pieno.
L'album del 1982 Neue Manner braucht das Land ha consacrato Ina Deter tra le stelle femminili della NDW. In questo e tutti i successivi dischi degli anni 80 la Deter ha sposato la causa dell'impegno sociale, facendosi portatrice di istanze proprie del femminismo. Nel 1987 la cantante ha preso parte al Rock am Ring.
Negli anni 90 Ina Deter ha rallentato la sua attività musicale, anche a causa di un tumore al seno; dopo averlo sconfitto, si è dedicata per qualche tempo alla pittura e al teatro. Al grande successo come cantante è tornata nel 2003 con Voilà, un album omaggio a Édith Piaf.

## Discografia
- 1976 - Ich sollte eigentlich ein Junge werden
- 1978 - Heute
- 1979 - Wenn wir unsern Neid besiegen
- 1981 - Aller Anfang sind wir
- 1982 - Neue Männer braucht das Land
- 1984 - Mit Leidenschaft
- 1986 - Frauen kommen langsam – aber gewaltig
- 1987 - Das Live-Album
- 1987 - Ich will die Hälfte der Welt
- 1990 - Soll mich lieben wer will
- 1991 - Ich bereue nichts
- 1993 - Ver-Rückte Zeiten
- 1997 - Mit früher ist heute vorbei
- 1999 - Hits und Flops (Compilation Doppel-CD)
- 2000 - Spieglein, Spieglein
- 2003 - Voilà – Lieder von Édith Piaf auf Deutsch
- 2007 - Ein Wunder